# Fleisch ist mein Gemüse (Film)
Fleisch ist mein Gemüse ist ein Film des deutschen Regisseurs Christian Görlitz aus dem Jahr 2008, der am 17. April 2008 in den deutschen Kinos anlief. Der in Hamburg und Umgebung gedrehte Film wurde von der neuen deutschen Filmgesellschaft und dem NDR nach dem gleichnamigen autobiographischen Roman von Heinz Strunk  produziert.

## Handlung
Mitte der 1980er-Jahre lebt der junge arbeitslose Hobbymusiker Heinz Strunk mit seiner psychisch kranken Mutter in einem Reihenhausviertel in Hamburg-Harburg. Er leidet unter seiner extremen Akne und hat, abgesehen von der depressiven Nachbarin Rosi, kaum soziale Kontakte. Als er die Gelegenheit erhält, als Saxophonist bei „Tiffany’s“ einzusteigen, einer mittelmäßigen Tanzmusik-Kapelle, die im Umland auf diversen Dorf- und Schützenfesten, in Altenheimen und auf Hochzeiten mit Stimmungsmusik unterhält, kann er sich damit zwar finanziell über Wasser halten. Er träumt aber davon, selbstgeschriebene Songs zu veröffentlichen, was in seiner von dem Bandleader Gurki straff geführten Stimmungsband unmöglich ist. Als seine Mutter zunächst vorübergehend in eine geschlossene Einrichtung kommt, kann er – bei allem Stress, der für ihn damit verbunden ist – die mütterliche Wohnung als Proberaum nutzen. Eine weitere Zusammenarbeit mit der Sängerin Anja erübrigt sich, als sie zum Studium fortzieht. 'Castings' weiterer Sängerinnen, wie etwa der linksalternativen Jette, bleiben erfolglos. 
Nach dem Tod seiner Mutter und seiner Nachbarin Rosi am Tiefpunkt angelangt, ergibt sich für Heinz eine neue Chance, als er lockeren Kontakt zu einem Musikmanager knüpft, dessen alterndem Ex-Star er bei einem Feuerunfall zu Hilfe gekommen ist. Er gewinnt Jette für einen gemeinsamen Anlauf zu einem eigenen Popsong, der prompt ein Hit wird.
Diese Handlung bildet den Rahmen für einen intensiven Blick auf das mit lakonischem Humor und ironischer 80er-Jahre-Nostalgie dargestellte Milieu: Schützenfeste und andere mit Alkohol und Stimmungsmusik gesättigte Feierlichkeiten des von Durchhaltewillen und Resignation geprägten 'einfachen Volkes'.

## Auszeichnungen
Die Filmbewertungsstelle Wiesbaden verlieh dem Film das Prädikat „Wertvoll“. Diese Auszeichnung wurde in einem dazugehörigen Gutachten folgendermaßen begründet:

„Sehr lebensnah und realistisch der Blick in das Leben des jungen Heinz Strunk, seine Beziehung zu seiner Mutter mit berührenden Momenten, zu seiner Nachbarin und seine gescheiterten Versuche, mit diversen Sängerinnen Musikproduktionen aufzubauen. […] Dass Heinz Strunk gemeinsam mit einem Hirsch das teilweise wilde Leben und Treiben zusätzlich kommentiert, verstärkt noch den Spaß am Zuschauen. Nicht zu vergessen der Hinweis auf die gute Kameraführung, eine pfiffige Montage und reizvolle Übergänge mit Schrifteinblendungen sowie die Auswahl des Soundtracks, ohne den der Spaß nur halb so groß gewesen wäre.“

Die Schauspieler Susanne Lothar und Andreas Schmidt wurden für den Deutschen Filmpreis 2009 in der Kategorie „Beste Nebenrolle“ nominiert. Schmidt gewann den Preis.

## Trivia
Anja Krenz, mit der Heinz Strunk 1989 noch unter seinem bürgerlichen Namen Mathias Halfpape das Album Paradise is Far Away aufnahm, singt im Film die Strunk-Komposition Tonight.